# Nowy Kamień (województwo podkarpackie)
Nowy Kamień (do 26 września 1924 Steinau) – wieś w Polsce położona w województwie podkarpackim, w powiecie rzeszowskim, w gminie Kamień.
W latach 1975–1998 miejscowość położona była w województwie rzeszowskim.